# Johanna Schopenhauer
Pour les articles homonymes, voir Schopenhauer (homonymie).
Johanna Schopenhauer, née Trosiener le 9 juillet 1766 et morte le 16 avril 1838, est une femme de lettres allemande. Bien que jouissant d'une notoriété significative à son époque à titre de romancière, elle est principalement connue aujourd'hui comme étant la mère d'Arthur Schopenhauer.

## Biographie

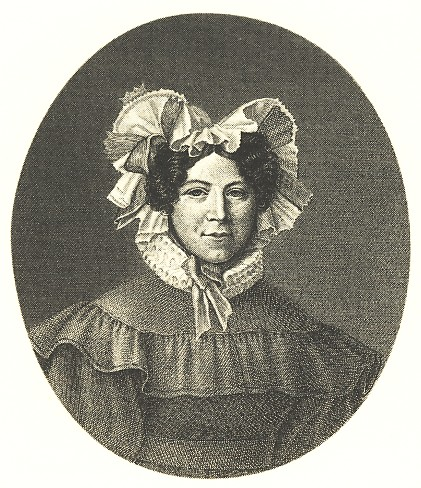
Johanna Schopenhauer

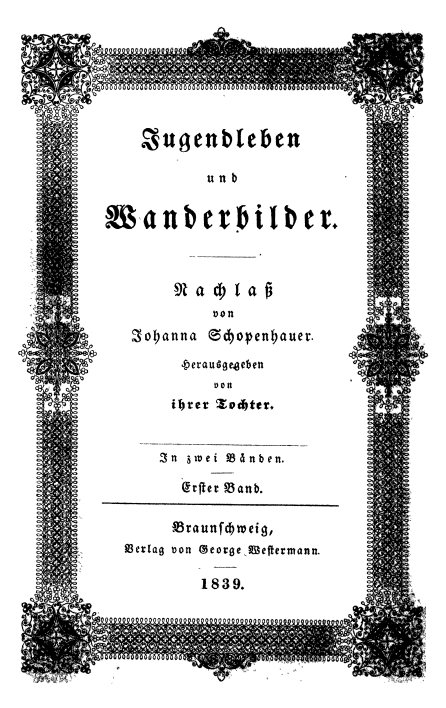
Couverture du livre Jugendleben und Wanderbilder de Johanna Schopenhauer

Johanna Schopenhauer est née à Dantzig en 1766,, issue d'une famille de riches marchands d'origine hollandaise. Son père, Christian Heinrich Trosiener, a été sénateur de la ville. À 18 ans, elle épouse Henri Floris Schopenhauer, riche marchand de vingt ans son aîné, qu'elle connaissait à peine et qui allait devenir le père de ses deux enfants, Arthur et Adèle Schopenhauer.
En 1806, peu après la mort de son mari (il s'est donné la mort en 1805), Johanna et Adèle déménagent à Weimar,. Le désir de rencontrer Goethe l'aurait fait choisir cette ville, centre de la vie littéraire allemande d'alors, comme nouvelle résidence. Johanna Schopenhauer ignorait cependant que Weimar était en danger de guerre : les troupes militaires françaises commandées par Napoléon se dirigeaient vers la ville et le combat éclata peu après l'arrivée de Johanna et de sa fille. Johanna resta à Weimar car aucun mode de transport hors de la ville n'était disponible pour elle, sa fille et les serviteurs. Durant cet épisode guerrier Johanna fut très active : elle abritait les responsables allemands arrivés dans la ville; elle se porta volontaire pour soigner les soldats blessés et de nombreux citoyens de Weimar moins fortunés trouvèrent refuge chez elle après que les soldats français eurent envahi leur domicile. En conséquence, elle devint rapidement très populaire à Weimar.
La guerre finie, elle gagna une bonne réputation en tant que salonnière. Dans les années suivantes des célébrités littéraires comme Goethe, Wieland, les frères Auguste et Friedrich Schlegel ou encore Tieck se réunissaient deux fois par semaine chez elle, et Stephan Schütze était le chroniqueur de ces soirées. Arthur Schopenhauer à Hambourg pendant ce temps étudiait - bien à contre cœur - le commerce, en raison d'une promesse faite à son père.
Johanna eut une relation difficile avec son célèbre fils. Après le déménagement à Weimar en 1809, Arthur dut s'installer dans la maison de son jeune instructeur, Franz Passow, et non dans celle de sa mère. Celle-ci en effet ne voulait pas vivre avec lui mais il était toutefois admis aux réunions du salon. Beaucoup des longues lettres qu'elle lui écrivit attestent de leurs différences de caractère : le pessimisme d'Arthur et son caractère maussade, pour ne rien dire de sa morgue et de ses façons moqueuses, n'étaient pas à son goût. La version d'Arthur est inconnue car sa mère détruisit toutes les lettres qu'il lui écrivit. Bien qu'en 1813, elle finit par lui permettre de vivre avec elle, l'arrangement échoua rapidement un an plus tard, quand Johanna demanda à son fils de quitter la maison après une violente dispute à propos de l'amitié de Johanna avec son locataire, un jeune homme nommé Georg von Gerstenbergk.
Après 1814 mère et fils ne se sont plus revus. Dès lors toutes les communications entre eux se firent par correspondance mais cela même cessa après que Johanna eut lu une lettre envoyée par Arthur à sa sœur Adèle. Dans cette lettre qui évoquait le suicide de leur père, Arthur soulignait la responsabilité de Johanna dans la tragédie - la rumeur parlait d'un suicide - en disant que bien que leur père était alité et abandonné aux soins d'un employé, Johanna s'amusait dans les réunions sociales et ne céda rien de son temps à son mari. En 1819 pourtant, Arthur fait un geste pour rétablir les liens familiaux. Cette année-là, les dames Schopenhauer avaient perdu la plus grande partie de leur fortune à cause d'une crise bancaire. Arthur exprima la volonté de leur céder une part de son héritage, offre rejetée par Johanna.
Leur correspondance reprit seulement en 1831 et continua de façon sporadique jusqu'à la mort de Johanna en 1838. Apparemment les nombreuses difficultés du philosophe - l’insuccès de ses ouvrages, l'échec de sa brève carrière comme professeur à l'Université de Berlin et aussi quelques maux physiques l’amenèrent à chercher à nouveau le contact avec sa famille. Mais Johanna et Arthur Schopenhauer ne se sont plus jamais rencontrés en personne. Quoi qu'il en soit, même après sa mort, Schopenhauer continua à exprimer des plaintes à son sujet, particulièrement pour souligner quelle mauvaise mère elle avait été. Dans son testament, Johanna Schopenhauer fait d'Adèle son seul héritier mais ce ne fut probablement pas par dépit vis-à-vis de son fils : En effet, alors qu'Arthur vivait de façon aisée, ayant non seulement préservé mais même doublé sa part d'héritage paternel, Adèle, comme l'avait prévu Johanna, connaîtrait des difficultés financières après la mort de sa mère, situation dont la dépensière Johanna n'était pas peu responsable.
A Weimar, Johanna Schopenhauer se fait un nom comme écrivaine. Elle fut la première femme allemande à publier des livres sans faire usage d'un pseudonyme. Pendant un peu plus d'une décennie, de la fin des années 1810 jusqu'au début des années 1830, sa production littéraire en fit l'autrice la plus célèbre d'Allemagne. En 1831, ses écrits connurent une deuxième édition chez Brockhaus : les œuvres ne remplissent pas moins de 24 volumes. Rien cependant ne pouvait compenser ses revers financiers. Sous prétexte de problèmes de santé, Johanna et Adèle Schopenhauer, n'étant plus en mesure de maintenir leur style de vie à Weimar, déménagèrent à Bonn. Au milieu des années 1830 leur situation se détériora davantage encore avec l'évanouissement de sa célébrité. Presque sans ressources, Johanna écrivit au duc de Weimar une lettre dans laquelle elle exposait son sort. Le duc, en reconnaissance à l'écrivain jadis si fêté, lui concéda en 1837, une petite pension et l'invita, ainsi qu'Adèle, à vivre à Iéna. Elle y mourut l'année suivante, laissant un manuscrit inachevé, son autobiographie dont le contenu raconte sa vie jusqu'à la naissance d'Arthur. Cette autobiographie sera éditée de façon posthume par sa fille Adèle.

## Œuvre
Il ne fallut pas longtemps après son arrivée à Weimar pour que Johanna commence à publier ses écrits, quelques articles sur la peinture, en particulier l’œuvre de Jan Van Eyck. Elle publie son premier livre en 1810 : une biographie de son ami Karl Ludwig Fernow décédé deux ans auparavant, qu'elle écrit avec l'intention de payer les dettes de ses héritiers à son éditeur. Comme le livre rencontra un succès critique, Johanna se sentie encouragée à poursuivre une carrière d'auteure, carrière qui lui assurera une certaine sécurité économique pendant une quinzaine d'années. Ses récits de voyages, également très bien reçus, furent d'abord publiés puis son travail de fiction qui, pendant un peu plus d'une décennie, fit d'elle la femme auteur la plus célèbre d'Allemagne.
Parmi ses romans les plus connus figurent : Gabriele (1819), Die Tante (1823) et Sidonie (1827).
- Carl Ludwig Fernow’s Leben. Tübingen 1810.
- Souvenirs d'un voyage en 1803, 1804 et 1805, 3 volumes. Rudolstadt 1813–1817.(Digitale Ausgabe beim Göttinger Digitalisierungszentrum)
- Novellen, fremd und eigen. Rudolstadt 1816.
- Voyage en Angleterre et en Écosse. Leipzig 1818. Reprint: Europäischer Hochschulverlag, Bremen 2009,  (ISBN 978-3-941482-47-0).
- Ausflucht an den Rhein und dessen nächste Umgebungen im Sommer des ersten friedlichen Jahres. Leipzig 1818.
- Gabriele. Ein Roman, 3 volumes. Leipzig 1819–1820.
- Johann van Eyck und seine Nachfolger, 2 volumes; Frankfurt am Main 1822.
- Die Tante. Ein Roman, 2 volumes. Frankfurt am Main 1823.
- Récits, 8 volumes. Frankfurt am Main 1825–1828.
- Sidonia. Ein Roman, 3 volumes. Frankfurt am Main 1827–1828.
- Novellen, 2 volumes. Frankfurt am Main 1830.
- Ausflug an den Niederrhein, 2 volumes. Leipzig 1831.
- Sämmtliche Schriften, 24 volumes. Leipzig und Frankfurt am Main 1830/1831.
  - volumes 1, 2 : Carl Ludwig Fernow’s Leben.
  - volume 3 : Ausflucht an den Rhein
  - volumes 4, 5 : Johann van Eyck und seine Nachfolger.
  - volume 6 : Die vier Jahreszeiten
  - volumes 7–9 : Gabriele.
  - volumes 10–12 : Sidonia.
  - volumes 13, 14 : Die Tante.
  - volumes 15, 16 : Reise durch England und Schottland.
  - volumes 17, 18 : Reise durch das südliche Frankreich.
  - volume 19 : Josebeth; Die Brunnengäste; Der Blumenstrauß.
  - volume 20 : Der Balkon; Haß und Liebe.
  - volume 21 : Der Günstling; Die Reise nach Flandern; Die arme Margareth.
  - volume 22 : Leontine und Natalie; Anton Solario, der Klempner.
  - volume 23 : Claire; Der Schnee.
  - volume 24 : Die Freunde; Meine Groß-Tante.
- Neue Novellen. Frankfurt am Main 1836.
- Voyage en Italie. Frankfurt am Main 1836.
- Richard Wood. 2 volumes. Leipzig 1837.
- Nachlass. 2 volumes, hrsg. von Adele Schopenhauer, Westermann, Braunschweig 1939; Reprint: Jugendleben & Wanderbilder. Europäischer Hochschulverlag, Bremen 2009 et  (ISBN 978-3-86741-180-6) et  (ISBN 978-3-86741-181-3).
- Lettres à Karl von Holtei. Leipzig 1870.

### Édition disponible
- Ausflucht an den Rhein und dessen nächste Umgebung. Im Sommer des ersten friedlichen Jahres. Brockhaus, Leipzig 1830. Neuauflage: Belser, Stuttgart 1988;  (ISBN 3-628-44658-9).
- Reise nach England; hrsg. von Konrad Paul. Rütten & Loening, Berlin 1973.